# Saison 2011-2012 de Schalke 04
 (janvier 2022).
Maillots
Chronologie
Saison précédente Saison suivante
Le FC Schalke est un club de football allemand qui évolue en Bundesliga pour la saison 2011-2012.

## Plan d'Équipe

### Statistique des joueurs
| Effectif Saison 2011-12 | Effectif Saison 2011-12 | Effectif Saison 2011-12 | Effectif Saison 2011-12 | Effectif Saison 2011-12 | Effectif Saison 2011-12 | Effectif Saison 2011-12 | Effectif Saison 2011-12 | Effectif Saison 2011-12 | Effectif Saison 2011-12 | Effectif Saison 2011-12 | Effectif Saison 2011-12 | Effectif Saison 2011-12 |
| Joueur                  | Joueur                  | Joueur                  | Joueur                  | Joueur                  | Bundesliga              | Bundesliga              | DFB-Pokal               | DFB-Pokal               | Ligue Europa            | Ligue Europa            | Totals                  | Totals                  |
| Joueur                  | Nat.                    | Date de naissance       | Depuis                  | Club précédent          | Matchs                  | Buts                    | Matchs                  | Buts                    | Matchs                  | Buts                    | Matchs                  | Buts                    |
| Gardiens de buts        | Gardiens de buts        | Gardiens de buts        | Gardiens de buts        | Gardiens de buts        | Gardiens de buts        | Gardiens de buts        | Gardiens de buts        | Gardiens de buts        | Gardiens de buts        | Gardiens de buts        | Gardiens de buts        | Gardiens de buts        |
| ----------------------- | ----------------------- | ----------------------- | ----------------------- | ----------------------- | ----------------------- | ----------------------- | ----------------------- | ----------------------- | ----------------------- | ----------------------- | ----------------------- | ----------------------- |
| Ralf Fährmann           | German                  | 27 septembre 1988       | 2011                    | Eintracht Frankfurt     | 9                       | 0                       | 0                       | 0                       | 4                       | 0                       | 13                      | 0                       |
| Timo Hildebrand         | German                  | 5 avril 1979            | 2011                    | Sporting CP             | 0                       | 0                       | 0                       | 0                       | 1                       | 0                       | 1                       | 0                       |
| Mathias Schober         | German                  | 8 avril 1976            | 2007                    | Hansa Rostock           | 0                       | 0                       | 0                       | 0                       | 0                       | 0                       | 0                       | 0                       |
| Lars Unnerstall         | German                  | 20 juillet 1990         | 2008                    | Preußen Münster         | 8                       | 0                       | 2                       | 0                       | 3                       | 0                       | 13                      | 0                       |
| Défenseurs              |                         |                         |                         |                         |                         |                         |                         |                         |                         |                         |                         |                         |
| Sergio Escudero         | Spanish                 | 2 septembre 1989        | 2010                    | Real Murcia             | 1                       | 0                       | 0                       | 0                       | 1                       | 0                       | 2                       | 0                       |
| Christian Fuchs         | Austrian                | 20 juillet 1986         | 2011                    | Mainz 05                | 16                      | 2                       | 2                       | 0                       | 7                       | 2                       | 25                      | 2                       |
| Tim Hoogland            | German                  | 11 juin 1985            | 2010                    | Mainz 05                | 0                       | 0                       | 0                       | 0                       | 0                       | 0                       | 0                       | 0                       |
| Benedikt Höwedes        | German                  | 29 février 1988         | 2001                    | SG Herten-Langenbochum  | 13                      | 1                       | 2                       | 0                       | 6                       | 0                       | 21                      | 1                       |
| Christoph Metzelder     | German                  | 5 novembre 1980         | 2010                    | Real Madrid             | 6                       | 0                       | 0                       | 0                       | 2                       | 0                       | 8                       | 0                       |
| Kyriakos Papadopoulos   | Greek                   | 23 février 1992         | 2010                    | Olympiakos Le Pirée     | 15                      | 0                       | 2                       | 1                       | 7                       | 2                       | 24                      | 3                       |
| Hans Sarpei             | Ghanian                 | 28 juin 1976            | 2010                    | Bayer Leverkusen        | 0                       | 0                       | 0                       | 0                       | 1                       | 0                       | 1                       | 0                       |
| Atsuto Uchida           | Japanese                | 27 mars 1988            | 2010                    | Kashima Antlers         | 5                       | 0                       | 0                       | 0                       | 5                       | 0                       | 10                      | 0                       |
| Milieu de Terrain       |                         |                         |                         |                         |                         |                         |                         |                         |                         |                         |                         |                         |
| Alexander Baumjohann    | German                  | 23 janvier 1987         | 2010                    | Bayern Munich           | 6                       | 0                       | 1                       | 0                       | 5                       | 0                       | 12                      | 0                       |
| Julian Draxler          | German                  | 20 septembre 1993       | 2001                    | SSV Buer 07/28          | 15                      | 0                       | 1                       | 0                       | 8                       | 2                       | 24                      | 2                       |
| Marco Höger             | German                  | 16 septembre 1989       | 2011                    | Alemannia Aachen        | 10                      | 0                       | 2                       | 0                       | 7                       | 0                       | 19                      | 0                       |
| Lewis Holtby            | German                  | 18 septembre 1990       | 2011                    | Mainz 05                | 16                      | 3                       | 2                       | 2                       | 7                       | 1                       | 25                      | 6                       |
| Jermaine Jones          | American                | 3 novembre 1981         | 2011                    | Blackburn Rovers        | 9                       | 0                       | 2                       | 0                       | 3                       | 0                       | 14                      | 0                       |
| José Manuel Jurado      | Spanish                 | 3 novembre 1981         | 2010                    | Atlético Madrid         | 10                      | 0                       | 1                       | 0                       | 5                       | 0                       | 16                      | 0                       |
| Levan Kenia             | Georgian                | 18 octobre 1990         | 2008                    | Lokomotiv Tbilissi      | 0                       | 0                       | 0                       | 0                       | 0                       | 0                       | 0                       | 0                       |
| Peer Kluge              | German                  | 22 novembre 1980        | 2010                    | 1. FC Nuremberg         | 3                       | 0                       | 0                       | 0                       | 0                       | 0                       | 3                       | 0                       |
| Joël Matip              | Cameroonian             | 8 août 1991             | 2000                    | VfL Bochum              | 14                      | 1                       | 2                       | 1                       | 7                       | 1                       | 23                      | 3                       |
| Jan Morávek             | Czech                   | 1er novembre 1989       | 2011                    | 1. FC Kaiserslautern    | 6                       | 0                       | 2                       | 0                       | 4                       | 0                       | 12                      | 0                       |
| Christoph Moritz        | German                  | 27 janvier 1990         | 2011                    | Alemannia Aachen        | 2                       | 0                       | 0                       | 0                       | 2                       | 0                       | 4                       | 0                       |
| Attaquant               |                         |                         |                         |                         |                         |                         |                         |                         |                         |                         |                         |                         |
| Jefferson Farfán        | Peruvian                | 26 octobre 1984         | 2008                    | PSV Eindhoven           | 10                      | 2                       | 1                       | 0                       | 5                       | 0                       | 16                      | 2                       |
| Klaas-Jan Huntelaar     | Dutch                   | 12 août 1983            | 2010                    | AC Milan                | 15                      | 14                      | 2                       | 5                       | 7                       | 6                       | 24                      | 25                      |
| Ciprian Marica          | Romanian                | 2 octobre 1985          | 2011                    | VfB Stuttgart           | 10                      | 0                       | 2                       | 0                       | 6                       | 1                       | 18                      | 1                       |
| Teemu Pukki             | Finnish                 | 29 mars 1990            | 2011                    | HJK Helskinki           | 7                       | 3                       | 1                       | 0                       | 0                       | 0                       | 8                       | 3                       |
| Raúl                    | Spanish                 | 27 juin 1977            | 2010                    | Real Madrid             | 16                      | 7                       | 2                       | 2                       | 5                       | 1                       | 23                      | 10                      |
| Andreas Wiegel          | German                  | 21 juillet 1991         | 2006                    | Paderborn 07            | 0                       | 0                       | 0                       | 0                       | 1                       | 1                       | 1                       | 1                       |

## Recrutement

### Arrivées
| Joueur          | Nationalité | Âge | Poste     | Type de transfert | Durée        | Indemnité | Période       | Provenance                |
| --------------- | ----------- | --- | --------- | ----------------- | ------------ | --------- | ------------- | ------------------------- |
| Ralf Fährmann   | Allemagne   | 22  | Gardien   | Achat             | 4 ans (2015) | -         | Mercato d'été | Eintracht Francfort       |
| Christian Fuchs | Autriche    | 24  | Milieu    | Achat             | 4 ans (2015) | -         | Mercato d'été | 1. FSV Mayence 05         |
| Marco Höger     | Allemagne   | 21  | Milieu    | Achat             | 3 ans (2014) | -         | Mercato d'été | Alemannia Aix-la-Chapelle |
| Andreas Wiegel  | Allemagne   | 19  | Attaquant | Achat             | 2 ans (2013) | -         | Mercato d'été | Équipe des Jeunes         |
| Teemu Pukki     | Finlande    | 21  | Attaquant | Achat             | 3 ans (2014) | -         | Mercato d'été | HJK Helsinki              |
| Timo Hildebrand | Allemagne   | 32  | Gardien   | Achat             | 1 an (2012)  | -         | Mercato d'été | Sporting Portugal         |

### Départs
| Joueur           | Nationalité | Âge | Poste     | Type de transfert      | Indemnité | Période       | Destination             |
| ---------------- | ----------- | --- | --------- | ---------------------- | --------- | ------------- | ----------------------- |
| Manuel Neuer     | Allemagne   | 25  | Gardien   | Vente (Fin de Contrat) | Gratuit   | Mercato d'été | Bayern Munich           |
| Christian Pander | Allemagne   | 27  | Milieu    | Gratuit                | -         | Mercato d'été | Hanovre 96              |
| Tore Reginiussen | Norvège     | 25  | Défenseur | Vente (Fin de Contrat) | Gratuit   | Mercato d'été | Odense BK               |
| Lukas Schmitz    | Allemagne   | 22  | Défenseur | Vente (Fin de Contrat) | Gratuit   | Mercato d'été | Werder Brême            |
| Marvin Pourie    | Allemagne   | 20  | Attaquant | Vente (Fin de Contrat) | Gratuit   | Mercato d'été | Silkeborg IF            |
| Nicolas Plestan  | France      | 30  | Défenseur | Libéré                 | -         | Mercato d'été | Libre                   |
| Gerald Asamoah   | Allemagne   | 32  | Attaquant | Fin de Contrat         | -         | Mercato d'été | Libre                   |
| Hao Junmin       | Chine       | 24  | Milieu    | Vente                  | -         | Mercato d'été | Shandong Luneng Taishan |
| Mario Gavranović | Suisse      | 21  | Attaquant | Prêt                   | -         | Mercato d'été | 1. FSV Mayence 05       |

## Détails des matchs

### 1. Bundesliga
| 1re journée              | VfB Stuttgart                        | 3 - 0   | FC Schalke 04 | Mercedes-Benz Arena, Stuttgart                  |                                                 |
| 6 août 2011 15h30 (CEST) | Cacau 37e · Harnik 57e · Okazaki 89e | (1 - 0) |               | Spectateurs : 60 000 Arbitrage : Wolfgang Stark | Spectateurs : 60 000 Arbitrage : Wolfgang Stark |
| 6 août 2011 15h30 (CEST) | (de) Rapport                         |         |               | Spectateurs : 60 000 Arbitrage : Wolfgang Stark | Spectateurs : 60 000 Arbitrage : Wolfgang Stark |

| 2e journée                | FC Schalke 04                                        | 5 - 1   | 1. FC Cologne | Veltins-Arena, Gelsenkirchen                    |                                                 |
| 13 août 2011 15h30 (CEST) | Huntelaar 42e (pen.) 47e 84e · Holtby 48e · Raúl 59e | (1 - 1) | Podolski 12e  | Spectateurs : 61 673 Arbitrage : Guido Winkmann | Spectateurs : 61 673 Arbitrage : Guido Winkmann |
| 13 août 2011 15h30 (CEST) | (de) Rapport                                         |         |               | Spectateurs : 61 673 Arbitrage : Guido Winkmann | Spectateurs : 61 673 Arbitrage : Guido Winkmann |

| 3e journée                | 1. FSV Mayence 05        | 2 - 4   | FC Schalke 04                                            | Coface Arena, Mayence                        |                                              |
| 21 août 2011 15h30 (CEST) | Ivanschitz 7e · Soto 12e | (2 - 0) | Huntelaar 57e · Höwedes 64e · Joël Matip 81e · Fuchs 90e | Spectateurs : 34 000 Arbitrage : Günter Perl | Spectateurs : 34 000 Arbitrage : Günter Perl |
| 21 août 2011 15h30 (CEST) | (de) Rapport             |         |                                                          | Spectateurs : 34 000 Arbitrage : Günter Perl | Spectateurs : 34 000 Arbitrage : Günter Perl |

| 4e journée                | FC Schalke 04 | 1 - 0   | Borussia Mönchengladbach | Veltins-Arena, Gelsenkirchen                  |                                               |
| 28 août 2011 15h30 (CEST) | Raúl 64e      | (0 - 0) |                          | Spectateurs : 30 900 Arbitrage : Felix Zwayer | Spectateurs : 30 900 Arbitrage : Felix Zwayer |
| 28 août 2011 15h30 (CEST) | (de) Rapport  |         |                          | Spectateurs : 30 900 Arbitrage : Felix Zwayer | Spectateurs : 30 900 Arbitrage : Felix Zwayer |

| 5e journée                     | VfL Wolfsburg     | 2 - 1   | FC Schalke 04 | Volkswagen Arena, Wolfsbourg                   |                                                |
| 11 septembre 2011 15h30 (CEST) | Mandžukić 33e 82e | (1 - 1) | Raúl 13e      | Spectateurs : 30 000 Arbitrage : Deniz Aytekin | Spectateurs : 30 000 Arbitrage : Deniz Aytekin |
| 11 septembre 2011 15h30 (CEST) | (de) Rapport      |         |               | Spectateurs : 30 000 Arbitrage : Deniz Aytekin | Spectateurs : 30 000 Arbitrage : Deniz Aytekin |

| 6e journée                     | FC Schalke 04 | 0 - 2   | Bayern Munich             | Veltins-Arena, Gelsenkirchen                   |                                                |
| 18 septembre 2011 15h30 (CEST) |               | (0 - 1) | Petersen 21e · Müller 75e | Spectateurs : 60 545 Arbitrage : Florian Meyer | Spectateurs : 60 545 Arbitrage : Florian Meyer |
| 18 septembre 2011 15h30 (CEST) | (de) Rapport  |         |                           | Spectateurs : 60 545 Arbitrage : Florian Meyer | Spectateurs : 60 545 Arbitrage : Florian Meyer |

| 7e journée                     | FC Schalke 04                                      | 4 - 2   | SC Fribourg              | Veltins-Arena, Gelsenkirchen                       |                                                    |
| 24 septembre 2011 15h30 (CEST) | Farfán 33e · Huntelaar 62e · Holtby 67e · Raúl 75e | (1 - 1) | Cissé 2e · Jendrišek 83e | Spectateurs : 60 545 Arbitrage : Markus Wingenbach | Spectateurs : 60 545 Arbitrage : Markus Wingenbach |
| 24 septembre 2011 15h30 (CEST) | (de) Rapport                                       |         |                          | Spectateurs : 60 545 Arbitrage : Markus Wingenbach | Spectateurs : 60 545 Arbitrage : Markus Wingenbach |

| 8e journée                  | Hambourg SV  | 1 - 2   | FC Schalke 04     | Imtech Arena, Hambourg                        |                                               |
| 2 octobre 2011 15h30 (CEST) | Petrić 37e   | (1 - 1) | Huntelaar 17e 73e | Spectateurs : 54 237 Arbitrage : Knut Kircher | Spectateurs : 54 237 Arbitrage : Knut Kircher |
| 2 octobre 2011 15h30 (CEST) | (de) Rapport |         |                   | Spectateurs : 54 237 Arbitrage : Knut Kircher | Spectateurs : 54 237 Arbitrage : Knut Kircher |

| 9e journée                   | FC Schalke 04        | 1 - 2   | 1. FC Kaiserslautern              | Veltins-Arena, Gelsenkirchen                  |                                               |
| 15 octobre 2011 15h30 (CEST) | Huntelaar 62e (pen.) | (0 - 1) | Tiffert 30e (pen.) · Kouemaha 72e | Spectateurs : 61 673 Arbitrage : Peter Sippel | Spectateurs : 61 673 Arbitrage : Peter Sippel |
| 15 octobre 2011 15h30 (CEST) | (de) Rapport         |         |                                   | Spectateurs : 61 673 Arbitrage : Peter Sippel | Spectateurs : 61 673 Arbitrage : Peter Sippel |

| 10e journée                  | Bayer 04 Leverkusen | 0 - 1   | FC Schalke 04 | BayArena, Leverkusen                          |                                               |
| 23 octobre 2011 15h30 (CEST) |                     | (0 - 0) | Farfán 82e    | Spectateurs : 30 210 Arbitrage : Felix Zwayer | Spectateurs : 30 210 Arbitrage : Felix Zwayer |
| 23 octobre 2011 15h30 (CEST) | (de) Rapport        |         |               | Spectateurs : 30 210 Arbitrage : Felix Zwayer | Spectateurs : 30 210 Arbitrage : Felix Zwayer |

| 11e journée                  | FC Schalke 04                       | 3 - 1   | 1899 Hoffenheim | Veltins-Arena, Gelsenkirchen                 |                                              |
| 29 octobre 2011 15h30 (CEST) | Raúl 28e · Huntelaar 73e (pen.) 76e | (1 - 0) | Ibišević 63e    | Spectateurs : 60 384 Arbitrage : Tobias Welz | Spectateurs : 60 384 Arbitrage : Tobias Welz |
| 29 octobre 2011 15h30 (CEST) | (de) Rapport                        |         |                 | Spectateurs : 60 384 Arbitrage : Tobias Welz | Spectateurs : 60 384 Arbitrage : Tobias Welz |

| 12e journée                 | Hanovre 96                              | 2 - 2   | FC Schalke 04 | AWD-Arena, Hanovre                              |                                                 |
| 6 novembre 2011 15h30 (CET) | Papadopoulos 26e (csc) · Abdellaoue 59e | (1 - 1) | Pukki 26e 73e | Spectateurs : 49 000 Arbitrage : Wolfgang Stark | Spectateurs : 49 000 Arbitrage : Wolfgang Stark |
| 6 novembre 2011 15h30 (CET) | (de) Rapport                            |         |               | Spectateurs : 49 000 Arbitrage : Wolfgang Stark | Spectateurs : 49 000 Arbitrage : Wolfgang Stark |

| 13e journée                  | FC Schalke 04                             | 4 - 0   | 1. FC Nuremberg | Veltins-Arena, Gelsenkirchen                  |                                               |
| 19 novembre 2011 15h30 (CET) | Huntelaar 13e 66e · Raúl 39e · Holtby 84e | (2 - 0) |                 | Spectateurs : 61 673 Arbitrage : Knut Kircher | Spectateurs : 61 673 Arbitrage : Knut Kircher |
| 19 novembre 2011 15h30 (CET) | (de) Rapport                              |         |                 | Spectateurs : 61 673 Arbitrage : Knut Kircher | Spectateurs : 61 673 Arbitrage : Knut Kircher |

| 14e journée                  | Borussia Dortmund                    | 2 - 0   | FC Schalke 04 | Signal Iduna Park, Dortmund                    |                                                |
| 26 novembre 2011 15h30 (CET) | Lewandowski 16e · Felipe Santana 61e | (1 - 0) |               | Spectateurs : 80 720 Arbitrage : Florian Meyer | Spectateurs : 80 720 Arbitrage : Florian Meyer |
| 26 novembre 2011 15h30 (CET) | (de) Rapport                         |         |               | Spectateurs : 80 720 Arbitrage : Florian Meyer | Spectateurs : 80 720 Arbitrage : Florian Meyer |

| 15e journée                 | FC Schalke 04                        | 3 - 1   | FC Augsburg | Veltins-Arena, Gelsenkirchen                       |                                                    |
| 4 décembre 2011 15h30 (CET) | Huntelaar 16e · Fuchs 66e · Raúl 84e | (1 - 0) | Mölders 47e | Spectateurs : 58 641 Arbitrage : Markus Wingenbach | Spectateurs : 58 641 Arbitrage : Markus Wingenbach |
| 4 décembre 2011 15h30 (CET) | (de) Rapport                         |         |             | Spectateurs : 58 641 Arbitrage : Markus Wingenbach | Spectateurs : 58 641 Arbitrage : Markus Wingenbach |

| 16e journée                 | Hertha BSC                | 1 - 2   | FC Schalke 04 | Olympiastadion Berlin, Berlin                |                                              |
| 9 novembre 2011 15h30 (CET) | Huntelaar 20e · Pukki 44e | (1 - 2) | Ramos 25e     | Spectateurs : 52 382 Arbitrage : Günter Perl | Spectateurs : 52 382 Arbitrage : Günter Perl |
| 9 novembre 2011 15h30 (CET) | (de) Rapport              |         |               | Spectateurs : 52 382 Arbitrage : Günter Perl | Spectateurs : 52 382 Arbitrage : Günter Perl |

| 17e journée                  | FC Schalke 04                                       | 5 - 0   | Werder Brême | Veltins-Arena, Gelsenkirchen |                          |
| 17 novembre 2011 15h30 (CET) | Raúl 15e 20e 63e · Papadopoulos 67e · Huntelaar 70e | (2 - 0) |              | Arbitrage : Manuel Gräfe     | Arbitrage : Manuel Gräfe |
| 17 novembre 2011 15h30 (CET) | (de) Rapport                                        |         |              | Arbitrage : Manuel Gräfe     | Arbitrage : Manuel Gräfe |

| 18e journée                  | FC Schalke 04 | - | VfB Stuttgart | Veltins-Arena, Gelsenkirchen |
| 21 janvier 2012 15h30 (CEST) |               |   |               |                              |

| 19e journée                  | 1. FC Cologne | - | FC Schalke 04 | RheinEnergieStadion, Cologne |
| 28 janvier 2012 15h30 (CEST) |               |   |               |                              |

| 20e journée                 | FC Schalke 04 | - | 1. FSV Mayence 05 | Veltins-Arena, Gelsenkirchen |
| 4 février 2012 15h30 (CEST) |               |   |                   |                              |

| 21e journée                  | Borussia Mönchengladbach | - | FC Schalke 04 | Borussia-Park, Mönchengladbach |
| 11 février 2012 15h30 (CEST) |                          |   |               |                                |

| 22e journée                  | FC Schalke 04 | - | VfL Wolfsburg | Veltins-Arena, Gelsenkirchen |
| 18 février 2012 15h30 (CEST) |               |   |               |                              |

| 23e journée                  | Bayern Munich | - | FC Schalke 04 | Allianz Arena, Munich |
| 25 février 2012 15h30 (CEST) |               |   |               |                       |

| 24e journée              | SC Fribourg | - | FC Schalke 04 | Badenova-Stadion, Fribourg-en-Brisgau |
| 3 mars 2012 15h30 (CEST) |             |   |               |                                       |

| 25e journée               | FC Schalke 04 | - | Hambourg SV | Veltins-Arena, Gelsenkirchen |
| 10 mars 2012 15h30 (CEST) |               |   |             |                              |

| 26e journée               | 1. FC Kaiserslautern | - | FC Schalke 04 | Fritz-Walter-Stadion, Kaiserslautern |
| 17 mars 2012 15h30 (CEST) |                      |   |               |                                      |

| 27e journée               | FC Schalke 04 | - | Bayer 04 Leverkusen | Veltins-Arena, Gelsenkirchen |
| 24 mars 2012 15h30 (CEST) |               |   |                     |                              |

| 28e journée               | 1899 Hoffenheim | - | FC Schalke 04 | Rhein-Neckar-Arena, Sinsheim |
| 31 mars 2012 15h30 (CEST) |                 |   |               |                              |

| 29e journée              | FC Schalke 04 | - | Hanovre 96 | Veltins-Arena, Gelsenkirchen |
| 7 avril 2012 15h30 (CET) |               |   |            |                              |

| 30e journée               | 1. FC Nuremberg | - | FC Schalke 04 | easyCredit-Stadion, Nuremberg |
| 11 avril 2012 15h30 (CET) |                 |   |               |                               |

| 31e journée               | FC Schalke 04 | - | Borussia Dortmund | Veltins-Arena, Gelsenkirchen |
| 14 avril 2012 15h30 (CET) |               |   |                   |                              |

| 32e journée               | FC Augsburg | - | FC Schalke 04 | SGL arena, Augsbourg |
| 21 avril 2012 15h30 (CET) |             |   |               |                      |

| 33e journée               | FC Schalke 04 | - | Hertha BSC | Veltins-Arena, Gelsenkirchen |
| 28 avril 2012 15h30 (CET) |               |   |            |                              |

| 34e journée            | Werder Brême | - | FC Schalke 04 | Weserstadion, Brême |
| 5 mai 2012 15h30 (CET) |              |   |               |                     |

### DFB-Pokal
| 1er Tour                     | FC Teningen  | 1 - 11  | FC Schalke 04                                                                                   | Badenova-Stadion, Fribourg-en-Brisgau           |                                                 |
| 31 juillet 2011 17h30 (CEST) | Kirstein 20e | (1 - 6) | Huntelaar 3e 22e 39e 64e · Papadopoulos 7e · Raúl 13e 32e · Holtby 57e 75e · Gavranović 70e 78e | Spectateurs : 21 000 Arbitrage : Tobias Stieler | Spectateurs : 21 000 Arbitrage : Tobias Stieler |
| 31 juillet 2011 17h30 (CEST) | (de) Rapport |         |                                                                                                 | Spectateurs : 21 000 Arbitrage : Tobias Stieler | Spectateurs : 21 000 Arbitrage : Tobias Stieler |

| 2e Tour                      | Karlsruhe SC | 0 - 2   | FC Schalke 04                  | Wildparkstadion, Karlsruhe                   |                                              |
| 26 octobre 2011 19h00 (CEST) |              | (0 - 0) | Huntelaar 81e · Joël Matip 83e | Spectateurs : 28 916 Arbitrage : Günter Perl | Spectateurs : 28 916 Arbitrage : Günter Perl |
| 26 octobre 2011 19h00 (CEST) | (de) Rapport |         |                                | Spectateurs : 28 916 Arbitrage : Günter Perl | Spectateurs : 28 916 Arbitrage : Günter Perl |

| 3e Tour                      | Borussia Mönchengladbach  | 3 - 1   | FC Schalke 04 | Borussia-Park, Mönchengladbach |                      |
| 21 décembre 2011 20h30 (CET) | Arango 18e · Reus 56e 88e | (1 - 0) | Draxler 70e   | Spectateurs : 54 057           | Spectateurs : 54 057 |
| 21 décembre 2011 20h30 (CET) | (de) Rapport              |         |               | Spectateurs : 54 057           | Spectateurs : 54 057 |

### Ligue Europa

#### Match de barrage
| Barrage aller             | HJK Helsinki  | 2 - 0   | FC Schalke 04 | Sonera Stadium, Helsinki                                    |                                                             |
| 18 août 2011 18h30 (CEST) | Pukki 18e 54e | (1 - 0) |               | Spectateurs : 10 700 Arbitrage : Fernando Teixeira Vitienes | Spectateurs : 10 700 Arbitrage : Fernando Teixeira Vitienes |
| 18 août 2011 18h30 (CEST) | (de) Rapport  |         |               | Spectateurs : 10 700 Arbitrage : Fernando Teixeira Vitienes | Spectateurs : 10 700 Arbitrage : Fernando Teixeira Vitienes |

| Barrage retour            | FC Schalke 04                                                            | 6 - 1   | HJK Helsinki | Veltins-Arena, Gelsenkirchen                      |                                                   |
| 25 août 2011 20h20 (CEST) | Huntelaar 15e (pen.) 25e 49e (pen.) 63e · Papadopoulos 56e · Draxler 82e | (2 - 1) | Pukki 20e    | Spectateurs : 52 034 Arbitrage : Leontios Trattou | Spectateurs : 52 034 Arbitrage : Leontios Trattou |
| 25 août 2011 20h20 (CEST) | (de) Rapport                                                             |         |              | Spectateurs : 52 034 Arbitrage : Leontios Trattou | Spectateurs : 52 034 Arbitrage : Leontios Trattou |

#### Phase de Groupe

##### Groupe J
| Rang | Équipe          | Pts | J | G | N | P | Bp | Bc | Diff |  | Résultats (▼ dom., ► ext.) |     |     |     |     |
| ---- | --------------- | --- | - | - | - | - | -- | -- | ---- |  | -------------------------- | --- | --- | --- | --- |
| 1    | Schalke 04      | 14  | 6 | 4 | 2 | 0 | 13 | 2  | +11  |  | Schalke 04                 |     | 2-1 | 3-1 | 0-0 |
| 2    | Steaua Bucarest | 8   | 6 | 2 | 2 | 2 | 9  | 11 | -2   |  | Steaua Bucarest            | 0-0 |     | 4-2 | 3-1 |
| 3    | Maccabi Haïfa   | 6   | 6 | 2 | 0 | 4 | 10 | 12 | -2   |  | Maccabi Haïfa              | 0-3 | 5-0 |     | 1-0 |
| 4    | AEK Larnaca     | 5   | 6 | 1 | 2 | 3 | 4  | 11 | -7   |  | AEK Larnaca                | 0-5 | 1-1 | 2-1 |     |

| 1re journée                    | Steaua Bucarest | 0 - 0 | Schalke 04 | Stadionul Naţional, Bucarest                          |                                                       |
| 15 septembre 2011 19h00 (CEST) |                 |       |            | Spectateurs : 12 390 Arbitrage : Michális Koukoulákis | Spectateurs : 12 390 Arbitrage : Michális Koukoulákis |
| 15 septembre 2011 19h00 (CEST) | Rapport         |       |            | Spectateurs : 12 390 Arbitrage : Michális Koukoulákis | Spectateurs : 12 390 Arbitrage : Michális Koukoulákis |

| 2e journée                     | Schalke 04                | 3 - 1   | Maccabi Haïfa | Arena AufSchalke, Gelsenkirchen                  |                                                  |
| 29 septembre 2011 19h00 (CEST) | Fuchs 8e 66e · Jurado 82e | (1 - 1) | Vered 35e     | Spectateurs : 49 070 Arbitrage : Manuel De Sousa | Spectateurs : 49 070 Arbitrage : Manuel De Sousa |
| 29 septembre 2011 19h00 (CEST) | Rapport                   |         |               | Spectateurs : 49 070 Arbitrage : Manuel De Sousa | Spectateurs : 49 070 Arbitrage : Manuel De Sousa |

| 3e journée                   | AEK Larnaca | 0 - 5   | Schalke 04                                                 | Stade GSP, Nicosie                         |                                            |
| 20 octobre 2011 19h00 (CEST) |             | (0 - 3) | Holtby 23e · Huntelaar 35e 88e · Höwedes 40e · Draxler 87e | Spectateurs : 5 344 Arbitrage : Luca Banti | Spectateurs : 5 344 Arbitrage : Luca Banti |
| 20 octobre 2011 19h00 (CEST) | Rapport     |         |                                                            | Spectateurs : 5 344 Arbitrage : Luca Banti | Spectateurs : 5 344 Arbitrage : Luca Banti |

| 4e journée                  | Schalke 04 | 0 - 0   | AEK Larnaca | Arena AufSchalke, Gelsenkirchen                |                                                |
| 3 novembre 2011 21h05 (CET) |            | (0 - 0) |             | Spectateurs : 52 077 Arbitrage : Hannes Kaasik | Spectateurs : 52 077 Arbitrage : Hannes Kaasik |
| 3 novembre 2011 21h05 (CET) | Rapport    |         |             | Spectateurs : 52 077 Arbitrage : Hannes Kaasik | Spectateurs : 52 077 Arbitrage : Hannes Kaasik |

| 5e journée                    | Schalke 04                  | 2 - 1   | Steaua Bucarest | Arena AufSchalke, Gelsenkirchen                      |                                                      |
| 1er décembre 2011 19h00 (CET) | Papadópoulos 25e · Raúl 57e | (1 - 1) | Rusescu 33e     | Spectateurs : 53 123 Arbitrage : Antonio Mateu Lahoz | Spectateurs : 53 123 Arbitrage : Antonio Mateu Lahoz |
| 1er décembre 2011 19h00 (CET) | Rapport                     |         |                 | Spectateurs : 53 123 Arbitrage : Antonio Mateu Lahoz | Spectateurs : 53 123 Arbitrage : Antonio Mateu Lahoz |

| 6e journée                   | Maccabi Haïfa | 0 - 3   | Schalke 04                                  | Stade Ramat Gan, Ramat Gan                     |                                                |
| 14 décembre 2011 21h05 (CET) |               | (0 - 1) | Buljat 7e (csc) · Marica 84e · Wiegel 90+2e | Spectateurs : 11 234 Arbitrage : Fredy Fautrel | Spectateurs : 11 234 Arbitrage : Fredy Fautrel |
| 14 décembre 2011 21h05 (CET) | Rapport       |         |                                             | Spectateurs : 11 234 Arbitrage : Fredy Fautrel | Spectateurs : 11 234 Arbitrage : Fredy Fautrel |

#### Phase finale

##### Seizièmes de finale
| Seizièmes de finale Aller | Viktoria Plzeň | - | FC Schalke 04 | Štruncovy Sady, Prague |
| 16 février 2012           |                |   |               |                        |

| Seizièmes de finale Retour | FC Schalke 04 | - | Viktoria Plzeň | Veltins-Arena, Gelsenkirchen |
| 23 février 2012            |               |   |                |                              |